# Gyeongmajang ganeun gil
Pour plus de détails, voir Fiche technique et Distribution.
Gyeongmajang ganeun gil (경마장 가는 길) est un film sud-coréen réalisé par Jang Sun-woo, sorti en 1991.

## Synopsis
R a étudié en France. À son retour en Corée du Sud, il retrouve J, avec qui il a vécu à Paris. Celle-ci refuse d'avoir des relations sexuelles avec lui. R, frustré, retourne dans sa ville natale de Daegu.

## Fiche technique
- Titre : Gyeongmajang ganeun gil
- Titre original : 경마장 가는 길
- Titre anglais : The Road to the Race Track
- Réalisation : Jang Sun-woo
- Scénario : Ha Il-ji d'après son roman
- Musique : Kim Su-chol
- Photographie : You Yong-kil
- Montage : Kim Hyeon
- Production : Lee Tae-won
- Société de production : Taehung Pictures
- Pays :  Corée du Sud
- Genre : Drame
- Durée : 138 minutes
- Dates de sortie : 
  -  Corée du Sud : 12 décembre 1991

## Distribution
- Moon Sung-keun : R
- Kang Soo-youn : J
- Kim Bo-yeon : la femme de R
- Im Jong-mi : la jeune sœur de R
- Kwon Il-jong : la mère de R
- Lee In-ok : la sœur aînée de R
- Yoon Il-joo : le père de R

## Distinctions
Le film a été nommé pour le Blue Dragon Film Award du meilleur film.